# Gränbyparken

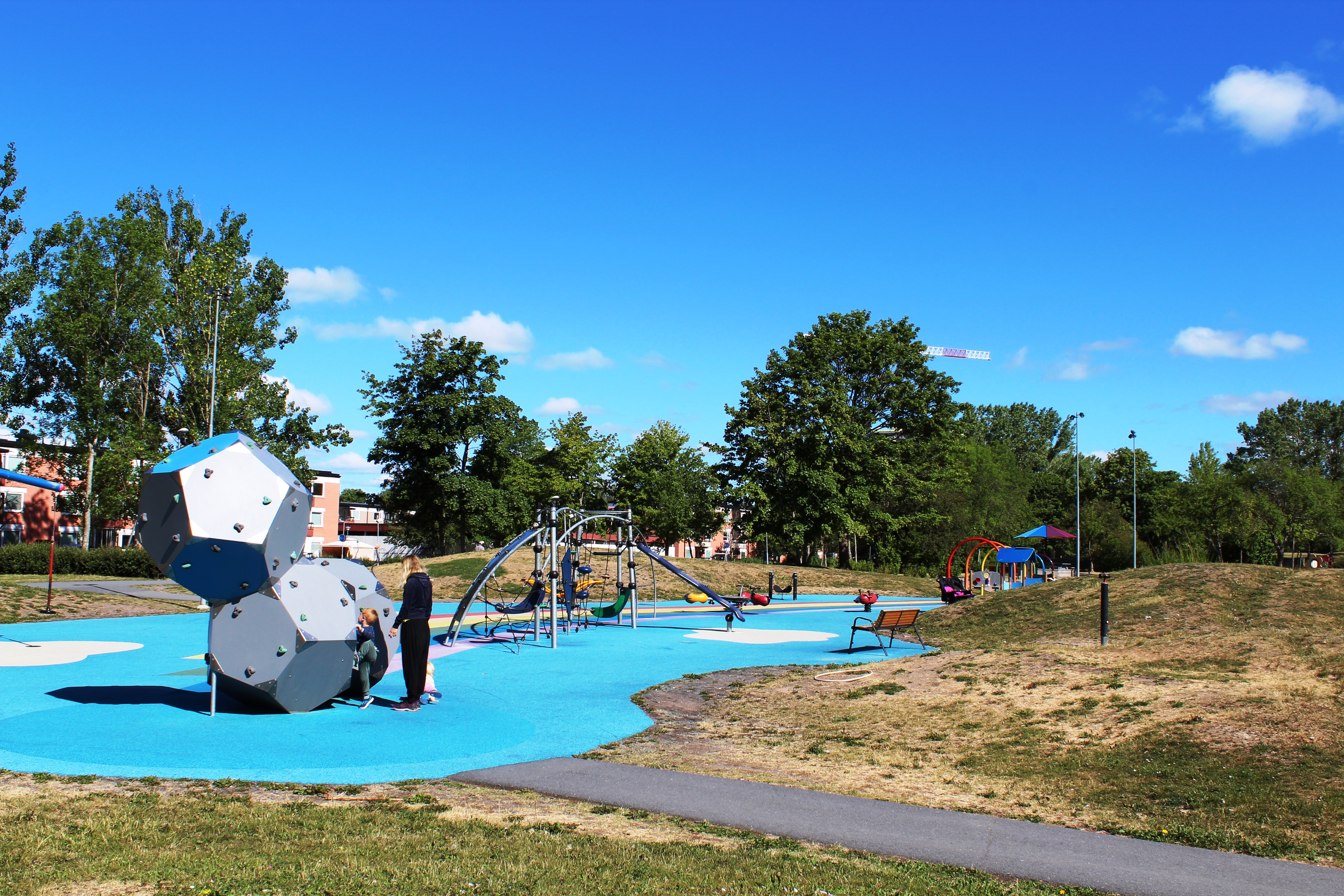
Del av parken med lekplats.

Gränbyparken är en park i stadsdelen Gränby i Uppsala. Där finns en lekplats och stora öppna ytor med en fotbollsplan och en basebollplan. I det intilliggande Gränby Backe ligger en 4H-gård.